# Forky
Forky of Vorky is een personage uit de Toy Storyfranchise, gemaakt door Pixar. Forky maakte zijn introductie in Toy Story 4 en zijn stem wordt in het Engels gespeeld door Tony Hale. In de Nederlandstalige versie verzorgt Pepijn Koolen de stem van Forky.                                                                                                                                                                                      
Forky is een witte plastic spork, een combinatie van een spoon en een fork, die werd gemaakt met twee verschillende poppenogen; zijn mond is gemaakt van plasticine, zijn twee voeten zijn een doorgebroken ijslollystokje met erboven kauwgom, zijn armen zijn een Chenille Stengel, en zijn wenkbrauw is gemaakt van rode plasticine.
Forky werd gemaakt door Bonnie tijdens de oriëntatie op haar eerste dag op de kleuterklas in Toy Story 4. Forky is een figuurtje dat door Bonnie wordt behandeld als speelgoed. Forky ziet niet in dat hij daarvoor gemaakt is, hij vindt zichzelf meer afval dan speelgoed, en tijdens de roadtrip in Toy Story 4 ontsnapt Forky aan de aandacht van Bonnie. Woody gaat dan achter Forky aan en laat Forky zien hoe het leven is als speelgoed en dat hij niet gemaakt is om weg te gooien.

## Spin-off
in november 2019 kreeg Forky zijn eigen serie onder de titel Forky asks A Question. In deze serie gaat Forky in elke aflevering een vraag stellen over een bepaald onderwerp, over bijvoorbeeld wat je met geld kan doen, of wat vriendschap inhoudt.